# 31. Infanterie-Division (Wehrmacht)
Die 31. Infanterie-Division, ab dem 21. Juli 1944 31. Grenadier-Division und ab 9. Oktober 1944 31. Volksgrenadier-Division, war ein Großverband des Heeres der deutschen Wehrmacht.

## Geschichte

### Aufstellung
Die Division wurde am 1. Oktober 1936 in Braunschweig aufgestellt und im August 1939 als Teil der 1. Welle mobilisiert. Die Benennung „Löwendivision“ geht auf den Braunschweiger Löwen zurück.

### Polenfeldzug
Während des deutschen Angriffs auf Polen nahm die Division an der Schlacht um Warschau teil.

### 1941
Die 31. Division wurde im April 1941 nach Dęblin an die Weichsel verlegt und war dem XII. Armeekorps unterstellt. Ende Mai verlegte die 31. Infanterie-Division unter dem neuen Kommandeur Generalleutnant Kurt Kalmukoff für die Operation Barbarossa nach Brest-Litowsk.

### Unternehmen Barbarossa
Am 24. Juni war die Division bei Pratulin im Abschnitt der Panzergruppe 2 vollständig über den Bug gebracht und nahm nach dem Vorstoß nördlich von Slonim am Zelvianka-Abschnitt an der Kesselschlacht bei Białystok und Minsk teil. Am 13. Juli wurde die Beresina bei Perewoz überschritten und am 16. Juli der Dnjepr-Abschnitt bei Stary Bychow überschritten. Am 18. August wurde der Sudost-Abschnitt erreicht und im Raum südwestlich von Roslawl eine Verteidigungslinie zwischen Potschep und Letoshniki bezogen. Anfang Oktober 1941 wurde die Division während des Vorstoßes zur Desna dem LIII. Armeekorps zugeordnet. Während der Kesselschlacht von Brjansk überschritt die Division am 13. Oktober in der Nähe von Krylowka die Bolwa und erreichte am 27. Oktober den Oka-Abschnitt bei Belew. Im Winter 1941/42 nahm die Division im Bereich des XXXXIII. Armeekorps am südlichen Abschnitt der Schlacht um Moskau teil. Während der Schlacht um Tula erfolgte am 4. Dezember die russische Gegenoffensive, welche die 31. Division nach einem erfolglosen Gegenangriff über Zubowo zum Rückzug nach Juchnow zwang.

### Unternehmen Zitadelle
Im Juli 1943 am nördlichen Frontbogen von Kursk im Abschnitt des XXXXVI. Panzerkorps eingesetzt, räumte das Pionier-Bataillon 31 Minenfelder für einen Panzerangriff der Gruppe Manteuffel frei.

### 1944
Die 31. Division im Frühjahr 1944 im Raum östlich von Mogilew zurückgedrängt, tauschte ihren Abschnitt am rechten Flügel der 4. Armee und an der Nahtstelle zur 9. Armee, mit der 260. Infanterie-Division, wo sie in unübersichtlichen Waldstellungen eingesetzt war. Der Gefechtsstand befand sich in Judino. Neben dem Ausbau der Hauptkampflinie wurden weiterhin erfolgreich Stoßtrupps eingesetzt.

### Vernichtung 1944
Nach Beginn der Operation Bagration wurde die Division als Teil des XII. Armeekorps durch den Angriff der sowjetischen 49. Armee bei Tschaussy überrannt und bis Anfang Juli 1944 im Kessel östlich von Minsk fast vollständig zerschlagen. Generalleutnant Wilhelm Ochsner geriet dabei in Gefangenschaft.

## 31. Grenadier-Division
Am 21. Juli 1944 wurde aus der in der Aufstellung befindlichen 550. Grenadier-Division und aus den Resten der 31. Infanterie-Division die 31. Grenadier-Division aufgestellt. Die Unterstellung der 31. Grenadier-Division erfolgte in der Heeresgruppe Nord in Lettland unter die 18. Armee.

## 31. Volksgrenadier-Division
Bereits am 9. Oktober 1944 wurde die 31. Grenadier-Division zur 31. Volksgrenadier-Division umgegliedert. Die Unterstellung blieb bei der Heeresgruppe Nord, wobei die Division zur Verfügung der 16. Armee gestellt wurde. Ab November 1944 kämpfte die Division als Kampfgruppe erneut bei der 18. Armee, erst um Riga und dann im Kurland. Nachdem die Division wieder ins Reichsgebiet zurückgezogen wurde, erfolgte im Wehrkreis XX Mitte Januar 1945 die Auffrischung. Ab Februar 1945 waren Teile der Division innerhalb der Heeresgruppe Weichsel bei der 2. Armee um Thorn im Einsatz. Die Division kam auf Hela, dort war sie ab April erneut als Kampfgruppe eingesetzt, in russische Kriegsgefangenschaft.

## Personen

### Kommandeure der 31. Infanterie-Division
| Dienstzeit                            | Dienstgrad                   | Name                       |
| ------------------------------------- | ---------------------------- | -------------------------- |
| 1. Oktober 1936 bis 1. April 1937     | Generalleutnant              | Herbert Fischer            |
| 1. April 1937 bis 30. April 1941      | Generalmajor/Generalleutnant | Rudolf Kaempfe             |
| 22. Mai bis 13. August 1941           | Generalleutnant              | Kurt Kalmukoff             |
| 15. August 1941 bis 21. Januar 1942   | Generalmajor                 | Gerhard Berthold           |
| 21. Januar bis 28. Februar 1942       | Oberst                       | Friedrich Hoßbach          |
| 28. Februar bis 14. April 1942        | Generalleutnant              | Gerhard Berthold           |
| 16. April 1942 bis 1. April 1943      | Generalmajor/Generalleutnant | Kurt Pflieger              |
| 1. April bis 16. Mai 1943             | Oberst                       | Hermann Flörke             |
| 16. Mai bis 2. August 1943            | Generalleutnant              | Friedrich Hoßbach          |
| 2. August 1943 bis 25. September 1943 | Oberst                       | Hans-Joachim von Stolzmann |
| 25. September 1943 bis Juni 1944      | Generalmajor/Generalleutnant | Wilhelm Ochsner            |
| Juni 1944                             | Oberst                       | Ernst König                |

### Erster Generalstabsoffizier
| Dienstzeit                      | Dienstgrad     | Name                                |
| ------------------------------- | -------------- | ----------------------------------- |
| 1939 bis Februar 1940           | Oberstleutnant | Hartwig Pohlmann                    |
| Februar 1940 bis 14. März 1942  | Major          | Fritz Ulrich                        |
| 14. März 1942 bis 18. Juli 1943 | Major          | Josef Selmayr                       |
| Juli 1943 bis März 1944         | Oberstleutnant | Konrad Freiherr von Wangenheim      |
| März bis August 1944            | Major          | Doda Freiherr zu Inn und Knyphausen |
| August 1944 bis 1945            | Major          | Heinz Hoffmann                      |

### Kommandeur der 31. Grenadier-Division/31. Volksgrenadier-Division
Kommandeur der 31. Grenadier-Division war der Oberst/Generalmajor Hans-Joachim von Stolzmann.

## Gliederung
| 1939                                    | 1942                     | 1943–1944                |
| --------------------------------------- | ------------------------ | ------------------------ |
| Infanterie-Regiment 12                  | Grenadier-Regiment 12    | Grenadier-Regiment 12    |
| Infanterie-Regiment 17                  | Grenadier-Regiment 17    | Grenadier-Regiment 17    |
| Infanterie-Regiment 82                  | Grenadier-Regiment 82    | Grenadier-Regiment 82    |
| Artillerie-Regiment 31                  |                          |                          |
| Pionier-Bataillon 31                    |                          |                          |
| Panzerabwehr-Abteilung 31               | Panzerjäger-Abteilung 31 | Panzerjäger-Abteilung 31 |
| Aufklärungs-Abteilung 31                | Radfahr-Abteilung 31     | Füsilier-Bataillon 31    |
| Beobachtungs-Abteilung 31               | --                       | --                       |
| Feldersatz-Bataillon 31                 |                          |                          |
| Nachrichten-Abteilung 31                |                          |                          |
| Infanterie-Divisions-Nachschubführer 31 |                          |                          |

Gliederung der 31. Grenadier-Division (Juli 1944)
- Grenadier-Regiment 12 mit zwei Bataillonen, aus Grenadier-Regiment 1112 (zunächst 1100)
- Grenadier-Regiment 17 mit zwei Bataillonen, aus Grenadier-Regiment 1111
- Grenadier-Regiment 82 mit zwei Bataillonen, aus Grenadier-Regiment 1100 (zunächst 1111)
- Division-Füsilier-Kompanie 31, aus Division-Füsilier-Kompanie 550
- Artillerie-Regiment 31 mit vier Batterien, aus Artillerie-Regiment 1550
- Flak-Kompanie 31 und Sturmgeschütz-Abteilung 21 aus 1550
- Division-Einheiten 31 aus 1550

Gliederung der 31. Volksgrenadier-Division (Oktober 1944)
- Division-Füsilier-Kompanie 31 und Panzerjäger-Abteilung vervollständigt
- II./82 wurde zu III. (Jäger)/82 und IV./Artillerie-Regiment 31 zu I./Artillerie-Regiment 67

## Auszeichnungen
Insgesamt wurden 25 Angehörige der Division mit dem Ritterkreuz sowie 118 mit dem Deutschen Kreuz in Gold ausgezeichnet.